# SN 1999gu
SN 1999gu – supernowa typu II odkryta 29 grudnia 1999 roku w galaktyce A033300-2751. W momencie odkrycia miała maksymalną jasność 22,20m.